# Pimoa naran
Pimoa naran (лат.) — вид пимовых пауков рода Pimoa (Pimoidae). Название дано по месту нахождения (Naran).

## Распространение
Азия, Пакистан (Khyber Pakhtunkhwa, Naran, along Saiful Muluk Road, 34,91°N, 73,66°E, на высоте 2553 м).

## Описание
Мелкие пауки, длина тела около 9 мм. Карапакс самок желтоватый; стернум коричневый; брюшко чёрное с желтоватыми поперечными полосами и слившимися вертикальными перевязями; ноги желтоватые без перевязей; эпигинум субтреугольный; сперматеки неразделённые. Сходен с видами P. lata и P. samyai. Вид был впервые описан в 2021 году китайским арахнологами Xiaoqing Zhang и Shuqiang Li (Institute of Zoology, Chinese Academy of Sciences, Пекин, Китай) по материалам из Пакистана.